# Rákóczi hadnagya
A Rákóczi hadnagya 1953-ban készült, 1954-ben bemutatott színes magyar kalandfilm Bán Frigyes rendezésében, Badal János operatőri munkájával. A Népszabadság 1996-ban minden idők harmadik legsikeresebb magyar filmjeként értékelte a bemutató, a rendező, a nézőszám és a jegybevétel szempontjából, 7 298 000-en látták, a bevétel 19 151 000 forint volt. Érdekessége, hogy forgatókönyvírója, Barabás Tibor hasonló címmel később igen sikeres ifjúsági regényt is publikált (1957), feltehetően a film népszerűsége hatására.

## Történet
A film története a Rákóczi-szabadságharc idején játszódik. Főhőse: Bornemissza János, aki portyázó kurucból lesz Vak Bottyán generális strázsamestere. Amikor azonban elfogja gróf Starhemberget, a labanc generálist, Rákóczi hadnagyává léptetik elő. A labancok elfoglalják János szülőfaluját, s szerelmét, Bíró Annát börtönbe vetik. Suhajda, az áruló hajdú így szeretné magának megszerezni Annát. A kuruc sereg azonban megindul a falu felszabadítására. Sikerül visszafoglalniuk a falut, s a győzelmi ünnepet együtt tartják meg a két fiatal – János és Anna – lakodalmával.

## Szereplők
| Bornemissza János       | Bitskey Tibor    |
| Bíró Anna               | Vass Éva         |
| Bíró Matyi (Anna öccse) | Gyárfás Endre    |
| Fekete Miska            | Zenthe Ferenc    |
| Rácz Miska              | Pethes Ferenc    |
| Suhajda István          | Raksányi Gellért |
| II. Rákóczi Ferenc      | Deák Sándor      |
| Vak Bottyán             | Mádi Szabó Gábor |
| Dobay brigadéros        | Timár József     |
| Inczédy ezereskapitány  | Sármássy Miklós  |
| gróf Starhemberg        | Szabó Sándor     |
| Pichler, labanc ezredes | Egri István      |
| gróf Bercsényi Miklós   | Károlyi Béla     |